# Заборний Михайло Васильович
Михайло Васильович Заборний (нар. 17 листопада 1941, село Могильниця (Нова Могильниця), тепер Тернопільського району Тернопільської області — 25 січня 1996) — український діяч, директор радгоспу «Вороньківський» Бориспільського району Київської області. Народний депутат України 2-го скликання (у 1994—1996 роках).

## Біографія
Народився у селянській родині. З 1960 року, після закінчення Теребовлянської середньої школи № 1, працював шофером, заочно навчався у Борщівському технікумі механізації Тернопільської області. У 1962 році поступив до Кременецького педагогічного інституту Тернопільської області.
У грудні 1962—1965 роках — служба в Радянській армії.
У 1965—1970 роках — студент Української сільськогосподарської академії, вчений агроном.
У травні 1970 — грудні 1971 року — головний агроном радгоспу «Глибоцький» Бориспільського району Київської області.
З грудня 1971 року — директор радгоспу «Вороньківський» Бориспільського району Київської області. Член КПРС.
Народний депутат України 2-го демократичного скликання з .04.1994 (2-й тур) до .01.1996, Бориспільський виборчий округ № 208, Київська область. Голова підкомісії з питань земельного законодавства Комісії з питань економічної політики та управління народним господарством. Член депутатської фракції СелПУ.